# 小行星129342
小行星129342（129342 Ependes）是一颗绕太阳运转的小行星，为主小行星带小行星。该小行星于2005年11月发现。
該小行星以瑞士弗里堡州的城鎮埃龐德命名。

## 轨道参数
小行星129342的轨道半长轴为391 574 649 km（2.6174776 UA），离心率为0.222。